# Scaredy Cats
Scaredy Cats (Brasil: Magias & Miados / Portugal: Gatas Mágicas) é uma série infantil de comédia e fantasia criada por Anna McRoberts. A trama acompanha Willa Ward (Sophia Reid-Gantzert), Scout (Daphne Hoskins) e Lucy (Ava Augustin), três meninas de 12 anos que descobrem os segredos da bruxaria. O elenco principal também inclui Carolyn Taylor, Lauren McGibbon, Zibby Allen, Rhys Slack, Fred Ewanuick, April Amber Telek, Bill Reiter e Michael Teigen. Lançada em 1º de outubro de 2021 na Netflix, a série foi recebida de forma geralmente positiva pela crítica e público.

## Sinopse
No seu aniversário de 12 anos, Willa Ward herda um amuleto de sua mãe. Ela e suas amigas, Scout e Lucy, logo descobrem que o amuleto é mágico e que a mãe de Willa era uma bruxa. Duas bruxas más, Wilma e Wanda, que procuraram o amuleto por muito mais de uma década, sentem a sua presença e começam a perseguir Willa, com o objetivo de criar coisas malignas. O restante da série gira em torno da jornada de Willa para aprender magia e combater as bruxas más com a ajuda de suas duas amigas e de uma poção mágica que as transforma em gatas.

## Elenco

### Principal
- Sophia Reid-Gantzert como Willa Ward
- Daphne Hoskins como Lucy
- Ava Augustin como Scout
- Carolyn Taylor como Wanda
- Lauren McGibbon como Wilma
- Zibby Allen como Sra. Juniper
- Rhys Slack como Wyatt
- April Amber Telek como Sneak
- Michael Teigen como Neil Ward
- Fred Ewanuick como Fink Patas Pegajosas
- Bill Reiter

### Recorrente
- Viola Abley como Blaine
- Ryan Beil como Garra
- Zahf Paroo como Diretor McKay
- Rosemary Dunsmore como Winifred
- Laura Harris como Willow Ward
- Nathan Clark como Frank
- Larke Miller como Sra. Winklepinkle
- Azriel Dalman como Sawyer

## Produção e lançamento
Em 7 de setembro de 2021, a Netflix anunciou Scaredy Cats como parte de sua programação especial "Netflix and Chills", voltada para o público que adora histórias de suspense e fantasia com um toque de magia. A série foi criada por Anna McRoberts e Robert Vince, e estreou no dia 1º de outubro de 2021. Cada episódio tem entre 24 e 46 minutos de duração, proporcionando momentos de diversão e aventura para crianças e famílias. O anúncio gerou grande expectativa entre os fãs de séries infantis, especialmente para aqueles que curtem tramas recheadas de mistério e fantasia. A série logo se destacou como uma das principais apostas da Netflix para o Halloween, com seu elenco jovem e suas histórias cativantes envolvendo magia e bruxaria.

## Episódios
| N.º geral | N.º na temp. | Scaredy Cats Gatas Mágicas Magias & Miados                                              | Dirigido por                  | Escrito por      | Lançamento           |
| --- | ------------ | --------------------------------------------------------------------------------------- | ----------------------------- | ---------------- | -------------------- |
| 1 | 1            | "The Amulet" "O Amuleto" (BR)                                                           | Anna McRoberts                | Anna McRoberts   | 1 de outubro de 2021 |
| Willa, Lucy e Scout vivem uma aventura única e cheia de significado. Será que elas vão aguentar as travessuras e conseguir ser mais espertas que um rato falante?       |              |                                                                                         |                               |                  |                      |
| 2 | 2            | "If the Hat Fits..." "A Chave" (BR)                                                     | Anna McRoberts                | Harland Williams | 1 de outubro de 2021 |
| As meninas encontram um macaco curioso na jornada em busca de respostas sobre o amuleto. Wilma e Wanda se esforçam para ir atrás delas.                                 |              |                                                                                         |                               |                  |                      |
| 3 | 3            | "Mrs. Winklepinkle, Substitute Teacher" "Sra. Winklepinkle, Professora Substitura" (BR) | Anna McRoberts                | Eric Toth        | 1 de outubro de 2021 |
| Willa toma coragem para lançar feitiços, e o resultado é uma surpresa fofinha... e um desastre cabeludo! Na escola, uma professora substituta pergunta sobre o amuleto. |              |                                                                                         |                               |                  |                      |
| 4 | 4            | "Adventures in Kittysitting" "Babás de Gato" (BR)                                       | Anna McRoberts                | Monica Heisey    | 1 de outubro de 2021 |
| Lucy, Scout e Willa são babás por uma noite, com direito a um feiticeiro familiar e muita confusão.                                                                     |              |                                                                                         |                               |                  |                      |
| 5 | 5            | "The Upside Down Classroom" "De Cabeça Pra Baixo" (BR)                                  | Anna McRoberts                | Anna McRoberts   | 1 de outubro de 2021 |
| Decidida a aumentar sua poção, Willa se matricula no Clube de Ciências. O pai de Willa enfrenta Wilma e Wanda.                                                          |              |                                                                                         |                               |                  |                      |
| 6 | 6            | "Which Witch Is Which?" "Três Bruxas, Seis Manuxas!" (BR)                               | Anna McRoberts                | Harland Williams | 1 de outubro de 2021 |
| Um amigo leva as meninas a um portal, mas elas também precisam ajudar no Boliche de Abóbora. Será que um feitiço pode ajudá-las a estar em dois lugares ao mesmo tempo? |              |                                                                                         |                               |                  |                      |
| 7 | 7            | "Winnifred, the Wise" "Winnifred, a Sábia" (BR)                                         | Robert Vince                  | Naomi Jardine    | 1 de outubro de 2021 |
| Um "caçador de bruxas" se une a uma "bruxistoriadora". Wilma e Wanda contam com a ajuda de um novo assistente. Willa, Scout e Lucy conhecem uma mentora encantadora.    |              |                                                                                         |                               |                  |                      |
| 8 | 8            | "The Legend of the Witches of Winding Way" "A Lenda das Bruxas de Winding Way" (BR)     | Anna McRoberts e Robert Vince | Piers Rae        | 1 de outubro de 2021 |
| Chegou o Halloween, e a incansável busca pelo amuleto continua. Willa descobre mais informações sobre a mãe. As bruxas de Winding Way bolam um plano maligno.           |              |                                                                                         |                               |                  |                      |
| 9 | 9            | "The Halloween Howl" "A Festa de Halloween" (BR)                                        | Robert Vince                  | Anna McRoberts   | 1 de outubro de 2021 |
| Wilma e Wanda causam confusão na cidade, mas algumas palavras de sabedoria reacendem a esperança de Willa e da turma. Quem vai vencer a batalha do bem contra o mal?    |              |                                                                                         |                               |                  |                      |

## Recepção
A recepção da série foi geralmente positiva. Joel Keller, do Decider, elogiou as atuações, especialmente as de Reid-Gantzert e Teigen. Ele também destacou os efeitos especiais, comentando que são "feitos com cuidado e precisão". No geral, ele descreveu a série como "um programa bobo que é claramente voltado para crianças. Mas a história é interessante o suficiente, e os efeitos visuais são bons o bastante para manter os pais envolvidos enquanto seus filhos assistem". Kanika Kumar, do The Cinemaholic, considerou a série "um programa infantil encantador, [com] a mistura ideal de magia e lições de moral", elogiando a leveza e o humor, assim como os temas de magia, amizade e empoderamento feminino.